# Esben Storm
Esben Storm, né en 1950 au Danemark et mort le 28 mars 2011, est un acteur, producteur et réalisateur de la télévision australienne, connu pour son travail sur la série australienne pour enfants Les Twist. Il avait travaillé sur l'adaptation de la série Tomorrow de John Marsden mais en perdit les droits.
Storm a écrit et dirigé In Search of Anna (1978), un des films les moins connus de New Australian Cinéma.

## Filmographie
- 1992 : Deadly